# Filippo Pedrini
Filippo Pedrini (Bologna, 1763 – Bologna, 1856) è stato un pittore italiano.

## Biografia
Figlio del più celebre Domenico fu allievo del padre che subito individuò nel figlio notevoli qualità artistiche. Più che delle opere su tela, di livello piuttosto discontinuo specie alla fine della sua attività, sono da segnalarsi i cicli ad affresco visibili soprattutto nei palazzi bolognesi. Di seguito si elencano le principali opere.

## Opere

### Affreschi
In Bologna
- Palazzo Zambeccari, soffitti;
- Palazzo Hercolani (Bologna) (oggi sede della Facoltà di Scienze politiche, 1798);
- Palazzo Pubblico ora Palazzo d'Accursio (Sala oggi occupata dalle Collezioni Comunali d'Arte);
- Palazzo Arcivescovile (decorazioni compiute a fianco di altri artisti coetanei);
- Volta della Sala del Pantheon della Certosa di Bologna (1826).

### Tele
- Mercurio e Paride; Giudizio di Paride (Bologna, Collezioni Comunali d'Arte);
- Conversione di Saulo (Mirabello, Chiesa parrocchiale);
- Cristo consegna le chiavi a san Pietro (San Pietro Capofiume, Chiesa parrocchiale).